# 林士元
林士元，字舜卿，广东琼山县东洋人，明朝政治人物、同进士出身。

## 生平
正德五年（1510年）庚午科廣東鄉試第二十五名舉人，九年（1514年）登甲戌科三甲208名进士，授行人，奉使册封唐藩。嘉靖四年（1525年）三月擢升南京户科给事中，十一年二月升湖广副使、备兵衡州、永州，轉广西参政，分守苍梧道。十七年征讨广西断藤峡弩滩诸巢贼，士元督饷纪功，十八年闰七月升一级，擢浙江按察使，未赴任，丁忧归乡，卒于家。所著有《学思子》、《读经録》及文集十卷。